# Nathalie ten Hoor
Nathalie ten Hoor is een voormalig Nederlands langebaanschaatsster.
In 1996 en 1997 nam ze deel aan de NK Afstanden. In 1997 nam ze ook deel aan het NK Sprint en de NK Allround.
Daarnaast is Nathalie Hommes - Ten Hoor Winnares van de Gouden Bal, een schaatswedstrijd op natuurijs voor vrouwen. Ieder jaar wanneer het ijs dik genoeg was, werd de gouden bal verreden op de grachten van de prinsentuin in Leeuwarden. Dit was altijd op de vooravond voor de Elfstedentocht.
In 2021 nam ze deel aan het tv-programma Nieuwe Boeren van KRO-NCRV. Ze was een van de vier winnaars.

## Records

### Persoonlijke records[1]
| Afstand    | Tijd    | Datum            | Baan       |
| ---------- | ------- | ---------------- | ---------- |
| 500 meter  | 42,21   | 2 maart 1997     | Heerenveen |
| 1000 meter | 1.25,08 | 25 november 1996 | Heerenveen |
| 1500 meter | 2.11,79 | 11 november 1996 | Heerenveen |
| 3000 meter | 4.43,40 | 13 maart 1996    | Heerenveen |
| 5000 meter | 8.25,93 | 8 december 1996  | Groningen  |